# Nauen (stacja kolejowa)
Nauen - stacja kolejowa w Nauen, w kraju związkowym Brandenburgia, w Niemczech. Znajdują się tu 2 perony.
| Nauen                            |  |                              |
| Linia Berlin - Hamburg (35,5 km) |  |                              |
| Brieselangodległość: 8,8 km      |  | Bergerdamm odległość: 6,7 km |